# 陳鳳藻
陳鳳藻（?—?），江蘇省蘇州府新陽縣人，清朝政治人物、同進士出身。
光緒十八年（1892年），参加光緒壬辰科殿試，登進士三甲17名。同年五月，以主事分部学习。